# Олівія (циклон)

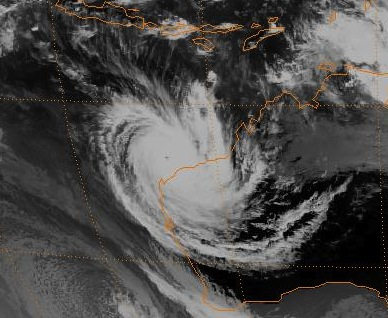
Циклон Олівія на момент максимальної сили 10 квітня 1996 року

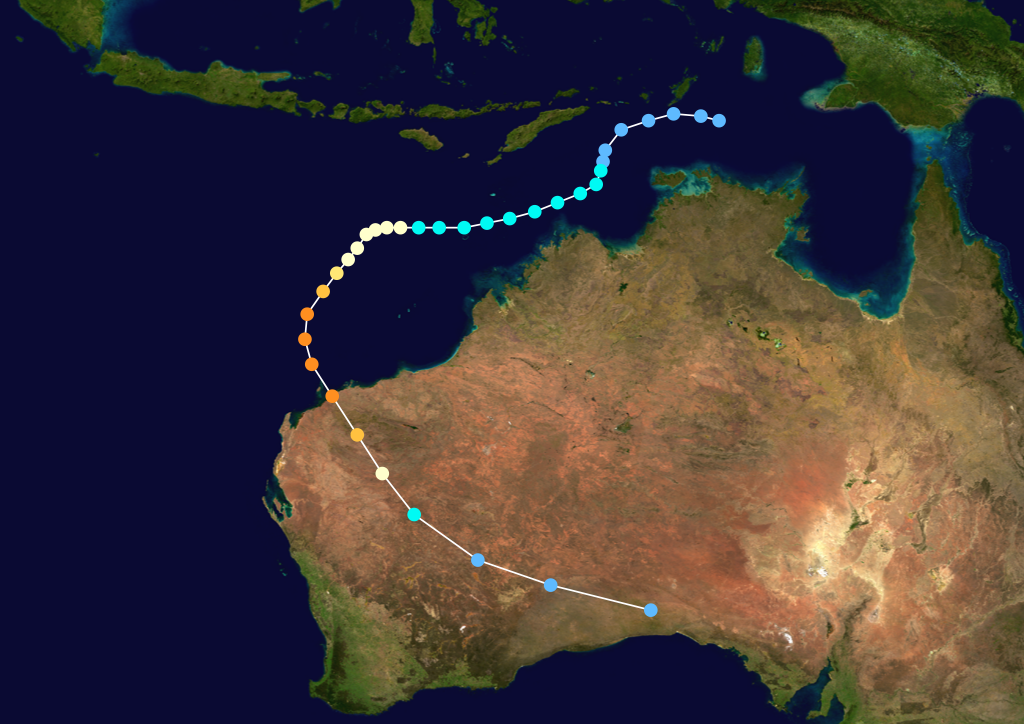
Шлях циклону

Циклон Олівія (англ. Cyclone Olivia) — сильний тропічний циклон 4 рівню, що існував у період з 3 по 12 квітня 1996 року над Індійським океаном та Австралією. Циклон відомий тим, що у ньому була зареєстрована найбільша швидкість вітру біля поверхні Землі (не розглядаючи смерчі), що склала 113 м/с.
| Погода | Це незавершена стаття з метеорології. Ви можете допомогти проєкту, виправивши або дописавши її. |